# Legione musulmana caucasica
La legione musulmana caucasica (in lingua tedesca: Kaukasische Mohammedaner-Legion/Kaukasische Moslem-Legion) era un'unità volontaria dell'esercito tedesco che ha combattuto nella seconda guerra mondiale, inquadrata nell'Ost-Bataillon. Era composta da abkhazi, circassi, balcari, caraciai, ceceni, ingusci, curdi, talisci, osseti e da vari popoli del Daghestan.

## Storia
La formazione della legione iniziò nel settembre 1942 nei pressi di Varsavia dai prigionieri di guerra originari del caucaso, inizialmente inquadrati in tre battaglioni, composta da: Circassi, Daghestani, Ceceni, Ingusci e Lezgini.
La legione servì in Normandia, Olanda e in Italia.

## Curiosità
Sulle toppe dei militari della legione era raffigurata la bandiera della Repubblica Socialista Sovietica Autonoma delle Montagne, esistita tra il 1920 e il 1924